# Стряма (Болгарія)
Стря́ма (болг. Стряма) — село в Пловдивській області Болгарії. Входить до складу общини Раковський.

## Населення
За даними перепису населення 2011 року у селі проживали 3083 особи.
Національний склад населення села:
| Національність   | Кількість осіб | Відсоток |
| ---------------- | -------------- | -------- |
| болгари          | 2676           | 96,4%    |
| турки            | 69             | 2,5%     |
| цигани           | 21             | 0,8%     |
| інша             | 7              | 0,3%     |
| не визначились   | 3              | 0,1%     |
| Всього відповіли | 2776           |          |

Розподіл населення за віком у 2011 році:
Динаміка населення: